# سوموسيرا
سوموسيرا (بالإنجليزية: Somosierra)‏ هي بلدية ومدينة في منطقة الحكم الذاتي وتقع في منطقة مدريد في وسط إسبانيا. تبلغ مساحة هذه المدينة (كم²)، ويبلغ عدد سكانها 116 نسمة حسب إحصاء سنة 2008 م.